# Erik Björkebohm
Erik Björkebohm, (Eric Biörckebohm/Björkebaum) född 18 februari 1688 i Uppland, död 16 december 1758 i Brunflo (Jämtland), var en svensk officer under bland annat det stora nordiska kriget åren 1700-1721.

## Biografi
Eric Biörckbohm föddes vid Leufsta bruk i Uppland och var son till kronobefallningsman Erik Andersson Björkebohm och dennes hustru Katarina Grabbe. Erics hustru hette Maria Magdalena Arendt (1695–1774).

## Karriär
Björkebohm inledde sin militära bana som 12-åring år 1700 vid Upplands infanteriregemente på dess sjöexpedition mot Köpenhamn vid stora nordiska krigets inledning. År 1701 tog sig hans förband vidare till Riga och deltog vid övergången av Düna, vidare till Polen och belägringen av Thorn år 1703. Erik var där med på överstelöjtnanten Claes Bondes parti utan att vara med i rullorna på grund av sin ungdom. År 1706 blev han insatt som volontär vid Upplands regemente och bevistade slaget vid Holowczyn 1708. År 1708 avancerade han till sergeant och bevistade stormningen av Vepryk och sedan slaget vid Poltava år 1709. Vid Poltava blev han skjuten med två skott och ett sting blesserad i bägge benen och efter slaget förd som krigsfånge till Ryssland. År 1713 rymde han från fångenskapen och tog sig tillbaka till Stockholm där han inställde sig och blev antagen som fältväbel vid Fleetwoods regemente (Upplands regemente). År 1714 blev han antagen som sergeant vid Livgardet och Fredrik Sparres kompani och den 29 maj samma år avancerade han till fältväbel vid samma regemente och Anders Rålambs kompani. Där kommenderades han bl.a. att transportera 211 ryska fångar sjövägen till Örebro. År 1717 avancerade han till förste löjtnant vid livkompaniet under Östgöta tremännings infanteriregemente och år 1718 avancerade han vidare till kapten vid samma regemente. År 1719 var han kommenderad på sjöexpedition och bevistade ryssarnas anfall vid Stäket samma år och år 1720 kommenderades han till Vaxholm där ryssarna också försökte göra framstötar men misslyckades. Björkebohm blev därefter kommenderad till blockhuset Svarta Biörn. År 1721 drogs nämnda regemente in och Björkebohm flyttade till det nya regementet, Kymmenegårds läns infanteriregemente. Men när detta regementet senare skulle bli dragoner, flyttade Björkebohm som kapten till Jämtlands dragonregemente som då var ett infanteriregemente. År 1733 fick han löjtnants indelning vid regementet under Revsunds kompani för att 1744 flytta till Ovikens kompani. Åren 1741–1743 var han kommenderad till Stockholm och Gävle.